# Nils Berg

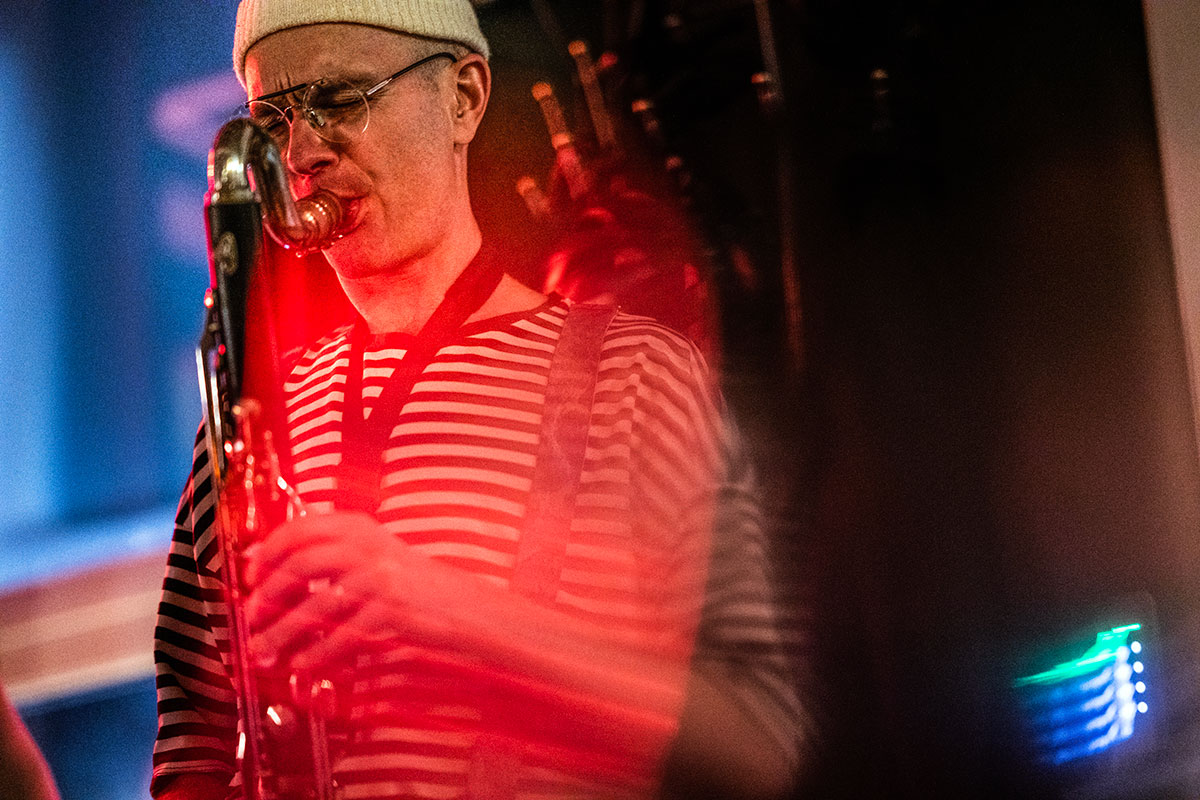
Danmark 2022
Foto Hreinn Gudlaugsson

Nils Berg, född 9 oktober 1977 i Göteborg, är en svensk jazzmusiker och kompositör. Han är utbildad på Hvitfeldtska gymnasiet i Göteborg och på Skurups folkhögskola. Han är mest känd som bandledare och kompositör i grupperna The Stoner och Nils Berg Cinemascope. Sedan 2013 spelar han i Håkan Hellströms liveband. 

## Priser och utmärkelser
- 2007 – Jazz i Sverige -skiva[2]
- 2015 – Jazzkatten som ”Årets kompositör”[3]

## Diskografi

### Som soloartist
- 2007 – Sailors Fighting in the Dance Hall
- 2017 – Gubbstol 1937
- 2017 – I en stad
- 2023 – Coming and Going

### Med Nils Berg Cinemascope
- 2011 – Popmotion
- 2013 – Vocals
- 2016 – Searching for Amazing Talent From Punjab
- 2019 – We seem to Be Drifting Apart
- 2023 – Basilicata Dreaming